# Карамель
Караме́ль — це десертний інгредієнт, що являє собою колоїдний розчин вареного цукру. Буває коричневого кольору різних відтінків. Використовується для ароматизації цукерок і напоїв, наприклад Кока-коли.
Зазвичай застосовується як харчовий барвник і має класифікаційний номер E150.
За однією з версій назва «карамель» походить від арабського вислову «курат-аль-миль» — «кулька солодкої солі». За іншою — від латинського «калламелус» — так у середньовічній Європі називали цукрову тростину.
Виготовляється в процесі повільного нагрівання цукру до температури, близької до 170 °C.
Карамельна маса — це аморфна маса, отримана при уварюванні висококонцентрованих розчинів цукру в суміші з іншими вуглеводами до концентрації (96-99)% сухих речовин. Залежно від рецептури до складу карамелевої маси входять: сахароза, мальтоза, глюкоза, фруктоза, декстрини і інші олігосахариди — продукти неповного гідролізу крохмалю.
Карамельна маса поступово переходить з рідкого в напівтвердий пластичний стан, а потім в твердий аморфний або кристалічний стан залежно від температури. При температурах вище 100°С карамель є гомогенною, багатокомпонентною в'язкою рідиною. Карамельну масу можна розглядати як сплав різнорідних речовин, в якому розрізнено розподілені молекули води. Молекули сахарози, глюкози, мальтози і інших речовин, що входять до складу карамелі, представляють компактну упаковку частинок, зв'язаних силами молекулярної взаємодії. Ці сили достатньо великі, про що можна судити по високій в'язкості карамельної маси (110 Па*с при 115 °С).
Для виробника величезне значення має в'язкість карамелевої маси. Чим вища в'язкість, тим карамель менше схильна до кристалізації — зацукровування.